# India Desjardins
Œuvres principales
- Série Le Journal d'Aurélie Laflamme (2006-2018)

India Desjardins, née le 15 juillet 1976 à Québec, est une écrivaine québécoise.

## Biographie
India Desjardins a commencé sa carrière comme journaliste pour les magazines Cool! et Clin d'œil, avant de se consacrer exclusivement à l'écriture de romans et de scénarios.
India Desjardins est l’autrice de la série Le journal d’Aurélie Laflamme sorti en 2006. La série a fait l’objet de deux adaptations cinématographiques, Le Journal d'Aurélie Laflamme en 2010 et Aurélie Laflamme - Les pieds sur terre en 2015. Le personnage d'Aurélie Laflamme est joué par Marianne Verville, celui de Kat Demers par Geneviève Chartrand et le rôle de Nicolas Dubuc est rempli par Aliocha Schneider.
En 2012, elle faisait paraître La Célibataire, une bande dessinée cosignée par l’illustratrice Magalie Foutrier, dont le deuxième tome, Survivante, est paru en 2014.
Le Noël de Marguerite, conte illustré par Pascal Blanchet, a remporté le prix Ragazzi fiction à la foire de Bologne et est depuis traduit dans plusieurs langues.
De 2014 à 2016, elle collabore aux textes de la série télévisée Ces Gars-Là avec Simon-Olivier Fecteau et Sugar Sammy.
En 2018, elle collabore avec Estelle Bachelard pour écrire un album intitulé Ma vie avec un scientifique : la fertilité ; les deux autrices y évoquent avec humour un couple infertile qui s'engage dans un traitement pour y remédier,.
En 2022, elle participe au podcast Sexe Oral, où elle aborde les relations toxiques.

### Vie familiale
Sa sœur est la journaliste spécialisée dans les nouvelles technologies Gina Desjardins. Sa mère est la journaliste spécialisée en tourisme Lise Giguère. Son conjoint est le pharmacien québécois Olivier Bernard, auteur de Le Pharmachien. Le couple a entrepris un processus de fertilité mais sans succès.
Elle a auparavant été en couple quelques années avec Simon-Olivier Fecteau.

## Œuvres
- 2005 : Les Aventures d'India Jones
- 2006-2011 : Série Le Journal d'Aurélie Laflamme, mettant en vedette le personnage d'Aurélie Laflamme
  1. 2006 : Extraterrestre... ou presque !
  2. 2006 : Sur le point de craquer !
  3. 2007 : Un été chez ma grand-mère
  4. 2007 : Le Monde à l'envers
  5. 2008 : Championne
  6. 2009 : Ça déménage!
  7. 2010 : Plein de secrets
  8. 2011 : Les Pieds sur terre[9]
  9. 2018 : Voler de ses propres ailes
- 2011 : Cherchez la femme. Québec Amérique.  (ISBN 978-2-7644-0801-8), collectif sous la direction d'India Desjardins et nouvelle Adam et Ève
- 2011 : Monogames en série, recueil de nouvelles Amour et libertinage par les trentenaires d’aujourd’hui, Les 400 coups
- 2012 : Le Journal intime de Marie-Cool
- 2012 : La Célibataire (ISBN 9782749917511)
- 2013 : Le Noël de Marguerite, illustré par Pascal Blanchet, La Pastèque, Montreal, Canada Prix Bologna Raggazzi (Foire internationale du livre jeunesse de Bologne, Italie) 2014, Catégorie Fiction[10]
- 2013 : Maeva, recueil de nouvelles Miroirs, VLB Éditeur
- 2014 : La Célibataire tome 2 - Survivante
- 2015 : Un homme s'il vous plaît !, réédition de Les Aventures d'India Jones
- 2015 : Le Journal d'Aurélie Laflamme - 1 : Extraterrestre ou presque !, adaptation en bande dessinée des tomes 1 et 2 de la série
- 2016 : Le Journal d'Aurélie Laflamme - 2 : Le Monde à l'envers, adaptation en bande dessinée des tomes 3 et 4 de la série
- 2016 : Le Journal d'Aurélie Laflamme - 3 : Ca déménage !, adaptation en bande dessinée des tomes 5 et 6 de la série
- 2017 : Le Journal d'Aurélie Laflamme - 4 : Plein de secrets, adaptation en bande dessinée des tomes 7 et 8 de la série
- 2017 : Le Journal d'Aurélie Laflamme - 5 : Les Pieds sur terre, adaptation en bande dessinée du tome 8 de la série
- 2017 : La mort d'une princesse. Les éditions de L'Homme.  (ISBN 9782761947992)
- 2018 : Ma vie avec un scientifique : la fertilité, dessin d'Estelle Bachelard, Éditions de l'Homme, 2018   (ISBN 978-2-7619-4894-4)
- 2021 : Mister Big ou la glorification des amours toxiques. Québec Amérique.
- 2021 : India est amoureuse, illustrations de Pascal Girard, Éditions Fonfon
- 2021 : India est malade, illustrations de Pascal Girard, Éditions Fonfon
- 2021 : India a un prénom bizarre, illustrations de de Pascal Girard, Éditions Fonfon
- 2021 : India est dans la lune, illustrations de de Pascal Girard, Éditions Fonfon
- 2022 : 23 décembre, réalisé par Myriam Bouchard.

Le film se classe, en date du 21 décembre 2022, au premier rang des films québécois au box-office en 2022.

## Récompenses
- Prix Bologna Raggazzi (Foire internationale du livre jeunesse de Bologne, Italie) 2014, Catégorie Fiction[10] pour Le Noël de Marguerite, illustré par Pascal Blanchet

## Adaptations cinématographiques
- 2009 : Le Journal d'Aurélie Laflamme, film québécois réalisé par Christian Laurence, co-scénarisé par India Desjardins et Christian Laurence
- 2015 : Aurélie Laflamme - Les pieds sur terre, film québécois réalisé par Nicolas Monette, scénarisé par India Desjardins